# Stralsund: Tote Träume
Tote Träume ist ein deutscher Fernsehfilm von Petra K. Wagner aus dem Jahr 2023. Es handelt sich um den zweiundzwanzigsten Filmbeitrag der ZDF-Samstagskrimireihe Stralsund. In den Hauptrollen der Ermittler agieren Sophie Pfennigstorf, Alexander Held und Karim Günes. Die Erstausstrahlung der Episode erfolgte am 16. Dezember 2023 im ZDF. Ab dem 9. Dezember 2023 wird die Episode für ein Jahr in der ZDF-Mediathek abrufbar sein. In der Episode ermittelt Jule Zabek in ihren eigenen Reihen auf der Suche nach dem Mörder eines Erntehelfers.  Hauptdarsteller Karim Günes verlässt die Reihe nach sieben Jahren.

## Handlung
Der Erntehelfer Wojciech Zielinski wird tot am Rand einer Landstraße entdeckt. Den Ermittlern ist zunächst unklar, ob er bei einem Unfall starb oder ob ihn jemand ums Leben gebracht hat. Die Kommissarin Jule Zabek geht schnell von Mord aus. Während ihr Chef Karl Hidde sich in seiner neuen Position als Revierleiter zurechtfinden muss, suchen Jule und ihr Kollege Karim unter den Erntehelfern nach einem Mordmotiv, doch weder der zwielichtige Arbeitsvermittler Freddy noch die junge Erntehelferin Blanka mit ihrem Bruder Kolio können ihnen wirklich weiterhelfen. Was die Kommissare nicht wissen: Freddy hat den Unfall beobachtet, er weiß, wer den Wagen gefahren hatte.
Erst als sich die Ermittler auf die Suche nach dem Unfallwagen begeben, finden sie den entscheidenden Hinweis: Das einzige Fahrzeug, das nach dem Unfall zur Reparatur gebracht wurde, war ein Dienstwagen der Polizei. Der Verdacht entsteht, dass der Täter aus den eigenen Reihen kommt. Am Steuer saß Polizist Micha Mielke, Schwiegersohn von Revierleiter Herbert Zwick, der hin- und hergerissen ist zwischen Pflicht und Moral einerseits und familiärer Betroffenheit andererseits. Micha behauptet, ein Wildschwein erwischt zu haben. Gedeckt wird er von seinem Schwiegervater. Hidde hält die Geschichte mit dem Wildschwein für nicht glaubwürdig. Micha entpuppt sich als kalter, skrupelloser Kerl, der Jule vor dem Team bloßstellt.
Doch bevor Jule ihrem Verdacht nachgehen kann, bekommt sie ungeahnten Gegenwind vom Polizeirevier. Der Revierleiter Zwick macht bei Hidde Stimmung gegen Jule, während seine Leute mit Schikanen ihr signalisieren, sich zurückzuhalten. Doch die Kommissarin gibt nicht auf und ermittelt weiter. Die Lage wird schnell brenzlig, als sie durch einen Anschlag mit K.-o.-Tropfen in eine bedrohliche Lage gerät.
Als der Polizeibeamte Micha Mielke versucht, Zeugen seines Mordes zu eliminieren, erschießt er auch den hinzugekommenen Karim Uthman. Kolio gibt an, dass er gesehen hat, wie Mielke Freddy erschossen hat. Dessen Schwiegervater hat ihn inzwischen zur Rede gestellt und festgenommen, er deckt ihn nicht länger.

## Produktionsnotizen
Gedreht wurde unter anderem am Hafen, in der Altstadt und im Stadtgebiet Knieper.